# Histria

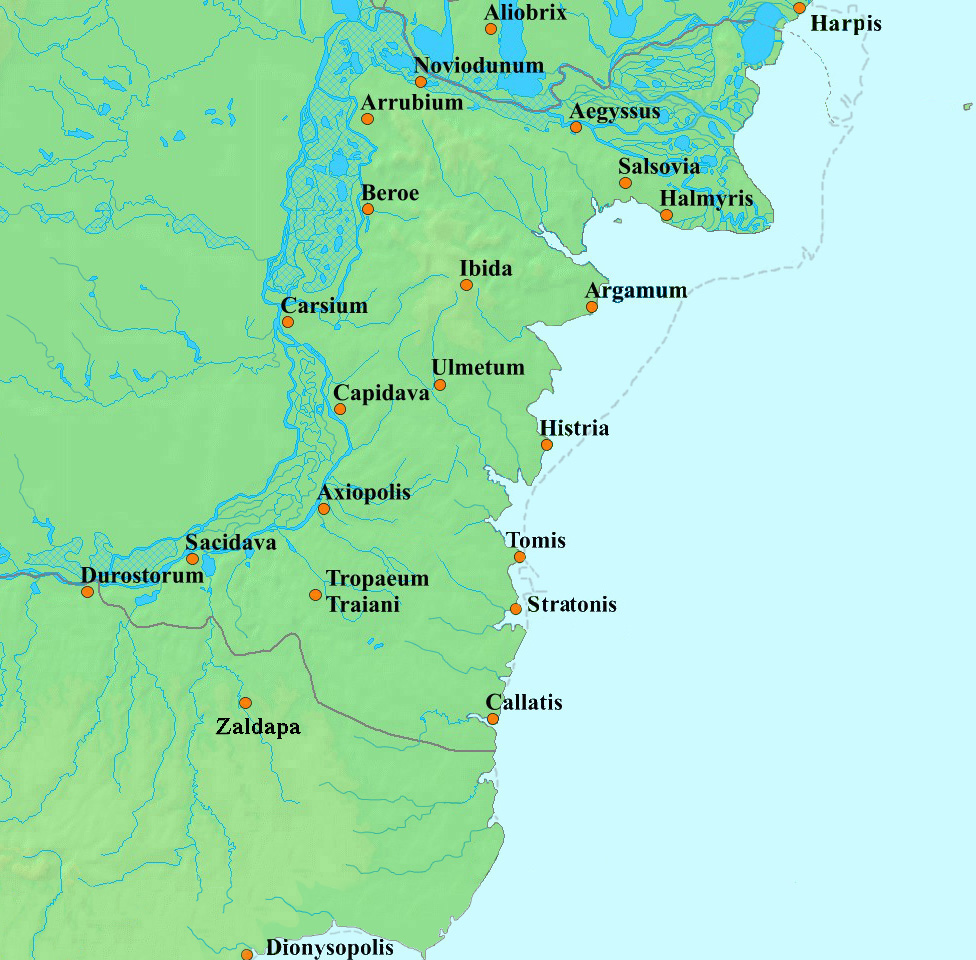
Antiche città e colonie in Dobrugia. La cartina riporta l'attuale linea di costa.

L'antica Histria o Istros (Ἰστρίη, antica divinità tracia delle acque del fiume Danubio), fu una polis (πόλις) coloniale greca sulle coste del Mar Nero, nel territorio dell'odierna Istria. Fondata dai Milesi per stabilire traffici commerciali con i Geti autoctoni, divenne la più importante tra le città greche nel territorio dell'attuale Romania.

## Fondazione
Scimno di Chios, geografo e poeta greco fiorito circa nel 110 a.C., la datava al 630 a.C. Eusebio di Cesarea, qualche secolo più tardi, faceva risalire la sua fondazione al 657 – 656 a.C., nella trentesima Olimpiade. La più antica testimonianza monetale nel territorio rumeno è una dracma argentea di 8 grammi, coniata a Histria nell'anno 480 a.C.

## Fase coloniale greca
L'evidenza archeologica sembra confermare che tutti i commerci verso l'interno si ebbero soltanto dopo la fondazione della colonia. I mercanti raggiungevano l'interno attraverso Histria e la valle del Danubio, come dimostrerebbero i ritrovamenti di ceramica attica a figure nere, monete, oggetti ornamentali, un lebete ionio e molti frammenti di anfore. Queste ultime sono state trovate in gran quantità ad Histria, in parte importate e in parte di produzione locale. La ceramica indigena fu prodotta dopo la fondazione della colonia e certamente prima della metà del VI secolo a.C. Durante il periodo arcaico e classico, in cui si assiste alla sua fioritura, Histria si trovava in prossimità di terre fertili ed arabili. Iniziò a funzionare come porto commerciale immediatamente dopo la fondazione, con pesca e agricoltura a fornire fonti addizionali di guadagno. Nel 100 d.C., tuttavia, l'unica fonte di reddito si riduceva all'attività di pesca.

## Dominazione romana
Intorno al 30 d.C., Histria divenne una città romana. Nel periodo romano dal I al III secolo, vennero costruiti templi per divinità romane, oltre a bagni pubblici e edifici termali. Nel complesso, la sua esistenza si protrasse per qualcosa come 14 secoli, iniziati dalla colonizzazione greca e finita in epoca bizantina. La baia di Halmyris, su cui sorgeva la città, fu interrata da depositi alluvionali sabbiosi, che la privarono gradualmente dell'accesso diretto al Mar Nero. I commerci continuarono fino al VI secolo d.C. Le invasioni degli Avari e dei popoli Slavi, nel VII secolo, distrussero quasi completamente la fortificazione, e gli abitanti di Histria si dispersero; insieme alla città scomparve anche lo stesso nome.

## Antico assetto territoriale e urbano
L'antica colonia di Histria sorse su una penisola, circa 5 km a est dell'attuale comune rumeno di Istria sulla costa della Dobrugia. Da allora, l'antica linea di costa, si è spostata a formare la costa occidentale del lago Sinoe, quando i depositi del Danubio formarono un banco che racchiuse l'antica linea di costa. L'attuale lago di Sinoe era al tempo il braccio della baia aperto a nord, mentre un'altra baia sulla costa meridionale serviva come porto. L'acropoli con i suoi santuari fu eretta sul punto più elevato del litorale costiero. L'abitato vero e proprio, eretto nel VI secolo a.C., si trovava invece a circa 800 metri dall'acropoli. L'insediamento aveva strade lastricate in pietra ed era protetto da un possente muro. L'acqua era condotta in città grazie ad acquedotti lunghi 20 km.

## Archeologia del sito
Le vestigia dell'insediamento furono inizialmente identificate nel 1868 dall'archeologo francese Ernest Desjardins. Campagne di scavo furono iniziate da Vasile Pârvan nel 1914, e continuarono anche dopo la sua morte, avvenuta nel 1927, grazie all'opera di team di ricercatori guidati, in successione, da Scarlat e Marcelle Lambrino (1928–1943), Emil Condurachi (1949–1970), Dionisie Pippidi, Petre Alexandrescu e Alexandru Suceveanu. Il Museo di Histria, fondato nel 1982, esibisce qualcuno dei ritrovamenti. Il progetto di scavo, e il sito archeologico, hanno un ruolo prominente nel film The Ister.
Le ricerche archeologiche hanno cercato di identificare e classificare i vari livelli archeologici del sito. La stratificazione può essere preliminarmente divisa in periodo arcaico e periodo classico:

## Fasi della città greca arcaica

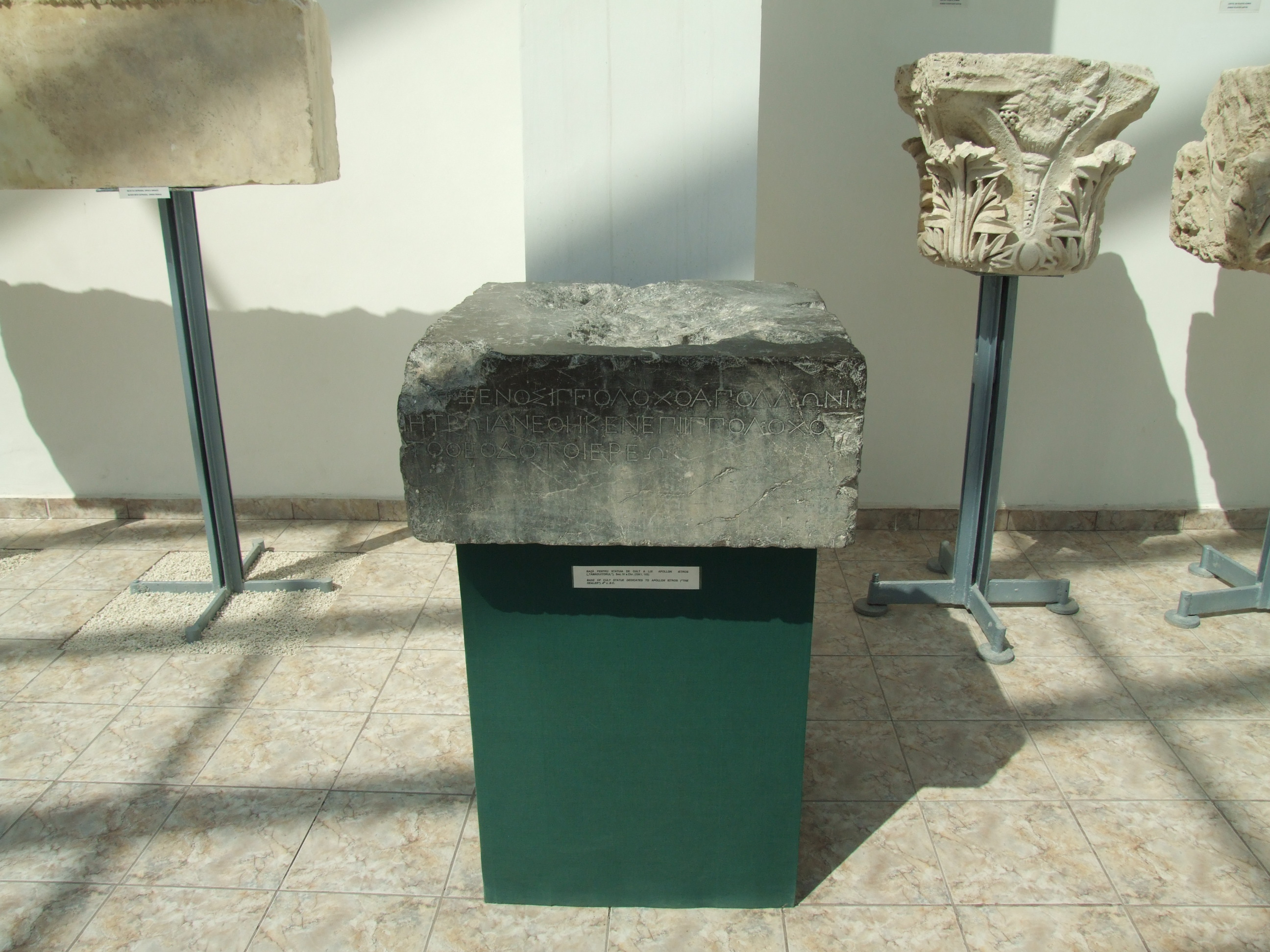
L'iscrizione sul piedistallo della statua di Apollo.

La città di epoca greca si estendeva per circa 60 ettari. Dati gli scarsissimi riferimenti scritti alla città arcaica, quelle archeologiche costituiscono le principali fonti su cui si muove la ricerca storica. La divinità principale era Apollo Iatros (guaritore). La divinità a protezione della città era Zeus Polieus; a questi due culti si aggiungeva quello di Afrodite, d cui esiste evidenza archeologica. Gli studiosi credono che fossero rappresentate nella colonia tutte le sei tribù milesie (greco: phylai), mentre risultano attestate solamente quattro tribù: Aigikoreis, Argadeis, Boreis e Geleontes. L'unico accenno al governo della città si trova in Aristotele, nella sua Politica. Grazie alla sua menzione, sappiamo che il primo governo della città assunse forme oligarchiche. Da un punto di vista economico, nelle fasi arcaiche, lo sviluppo cittadino si basava su attività correlate a quelle portuali.

### Fase greco arcaica I (630–600 a.C.)
Circa nel 600 a.C., Histria conobbe la sua prima distruzione.

### Fase greco arcaica II (600–550 a.C.)
Fu costruito un nuovo muro, a causa probabilmente di una nuova distruzione della città.

### Fase greco arcaica III (550–500 a.C.)
In questa fase ebbe luogo una nuova distruzione della città, forse nel 512 a.C., quando Dario di Persia intraprese una guerra contro gli Sciti.

## Fase greca di epoca classica
Durante l'epoca classica, vi fu continuità nei culti di Apollo Ietros, Zeus (Gr. Polieus) e Aphrodita. Fu eretto un nuovo muro con una singola torre. Durante questo periodo molte fonti scritte descrivono l'organizzazione politica dell'area.
Il Regno degli Odrisi fu coinvolto nei combattimenti contro gli Sciti guidati da Ariapeithes e l'Istria era situata tra questi due regni. Per questo motivo, molto probabilmente la città di Histria fu costretta a unirsi alla Lega di Delo. Nel V secolo a.C., queste colonie erano sotto l'influenza della Lega di Delo, e registrarono un passaggio da sistemi oligarchici a una democrazia. Da un punto di vista economico fu durante quest'epoca che furono coniate le prime monete di Histria: una didracma, oboli e monete di bronzo.

### Fase greco-classica strato I (500–425 a.C.)
La città conosce una fase di regresso durante la Guerra del Peloponneso.

### Fase greco-classica strato II (425–350 a.C.)
La città fu smantellata una seconda volta nel IV secolo a.C., durante la guerra tra il re degli Sciti Atea e il Filippo II di Macedonia.

## Fasi ellenistiche

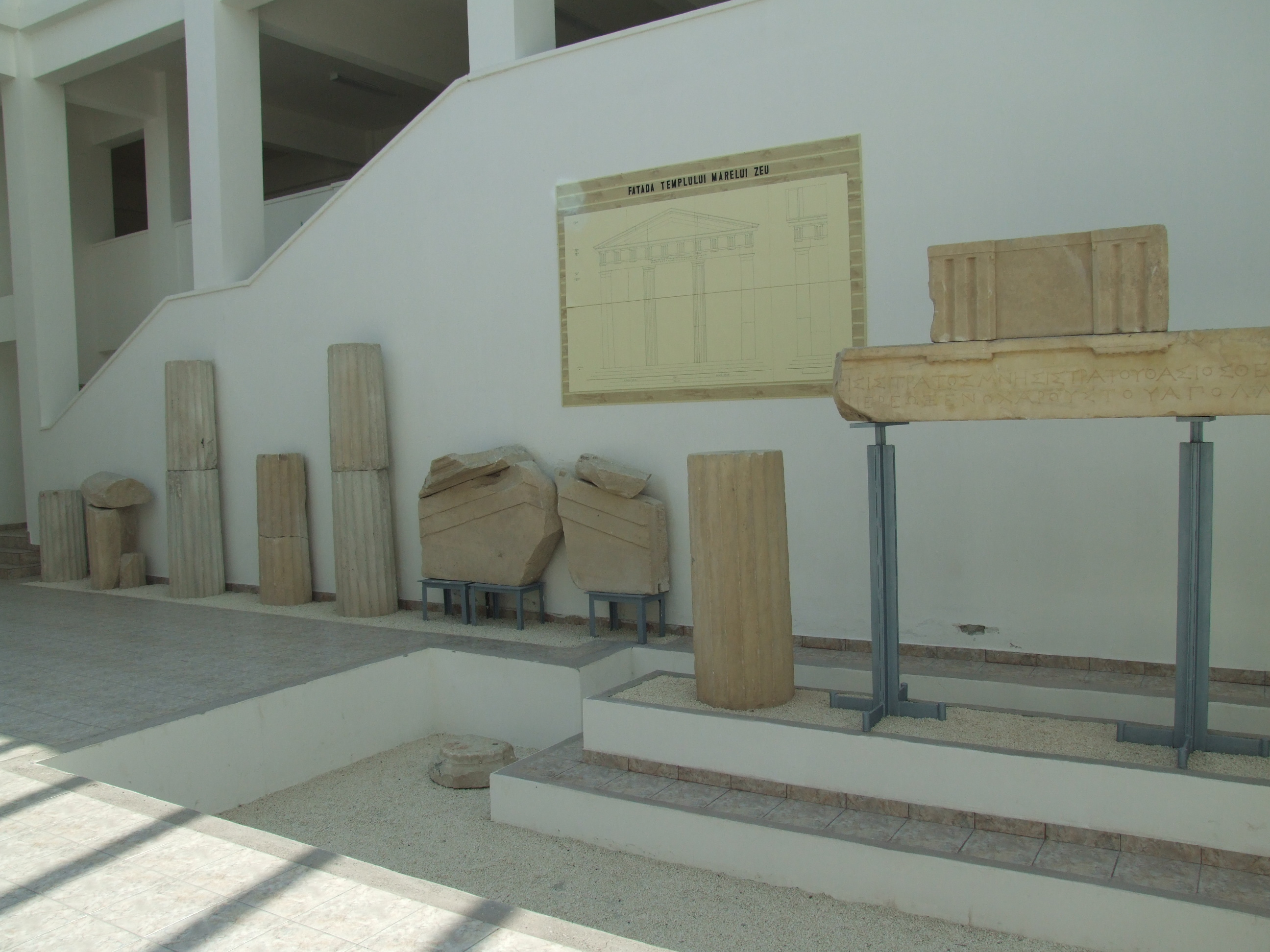
Resti del tempio della grande divinità.

Durante l'età ellenistica, vi fu continuità nel culto di Apollo Iatros, Zeus Polieus e Afrodite. Fu costruito un nuovo tempio per una grande divinità. Vi è inoltre evidenza di culti di Atena, Poseidone Eliconio, Taurios, Demetra, Hermes Agoraios, Eracle, Asclepio, Dioscuri e altri. Comparve inoltre un nuovo muro, a proteggere un'area di 10 ettari. Durante il periodo ellenistico Histria era diventata un importante fornitore di grano per la Grecia. Tuttavia, il potere economico di Histria era rappresentato dal commercio. Il ginnasio e il teatro furono eretti in epoca ellenistica.

### Strato ellenistico I (350–300 a.C.)
La città fu distrutta ancora una volta intorno al 339 a.C. Negli anni 313–309 a.C. ebbe luogo una ribellione di città pontiche. Mileto tuttavia riconobbe agli istriani parità di diritti politici, la cosiddetta «isopoliteia» (ισοπολιτεία).

### Strato ellenistico II (300–175 a.C.)
Intorno al 260 a.C., Bisanzio fu coinvolta in una disputa con Histria e Callatis (l'attuale Mangalia) vertente sull'empòrion (Εμπόριον) di Tomis, la moderna Costanza. Un'altra distruzione della città, avvenuta intorno al 175 a.C., fu molto probabilmente dovuta ai Bastarni che vi si trovarono di passaggio, dopo esser stati chiamati in rinforzo del suo esercito dal re macedone Filippo V o Perseo.

### Strato ellenistico III (175–100 a.C.)
Mitridate mise di stanza in Histria una guarnigione militare, che fu probabilmente all'origine della terza distruzione della città in epoca ellenistica. Durante il dominio di Mitridate, in Histria furono coniati stateri.

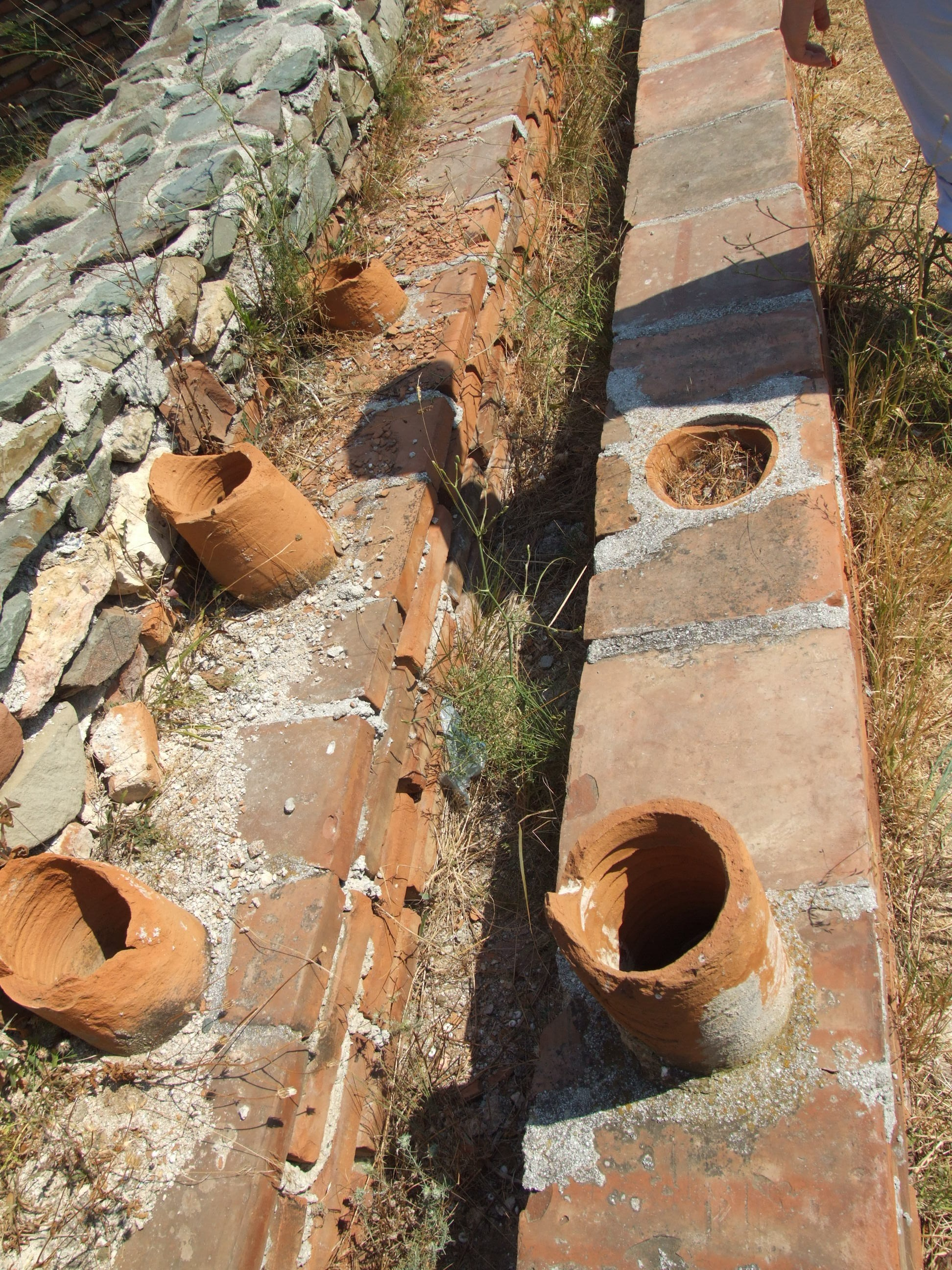
Dettaglio dell'edificio delle Terme I.

### Strato ellenistico IV (100–20 a.C.)
Burebista giunse in Dobrugia. Al periodo ellenistico pose fine Marco Antonio che era incaricato del governo delle province romane d'oriente, e fu sconfitto da Ottaviano, il futuro Augusto, durante la Guerra civile nella battaglia di Azio.

## Fase romana

### Prima fase romana IA (30–100 d.C.)
Questa fase mostra continuità con la precedente ellenistica. Fu costruito un edificio per le Terme (Terme I). Grazie al ritrovamento di due manufatti iscritti, questo periodo è considerato dagli storici come la seconda fondazione della città.

### Prima fase romana IB (100–170 d.C.)
All'incirca nel 170, una parte della città fu distrutta.

### Prima fase romana IC (170–250 d.C.)
La città conobbe una grave distruzione dalla quale non si riprese più. La teoria più accettata addebita la distruzione a un'invasione di Goti. Un'altra ipotizza che la città fosse distrutta da un terremoto.

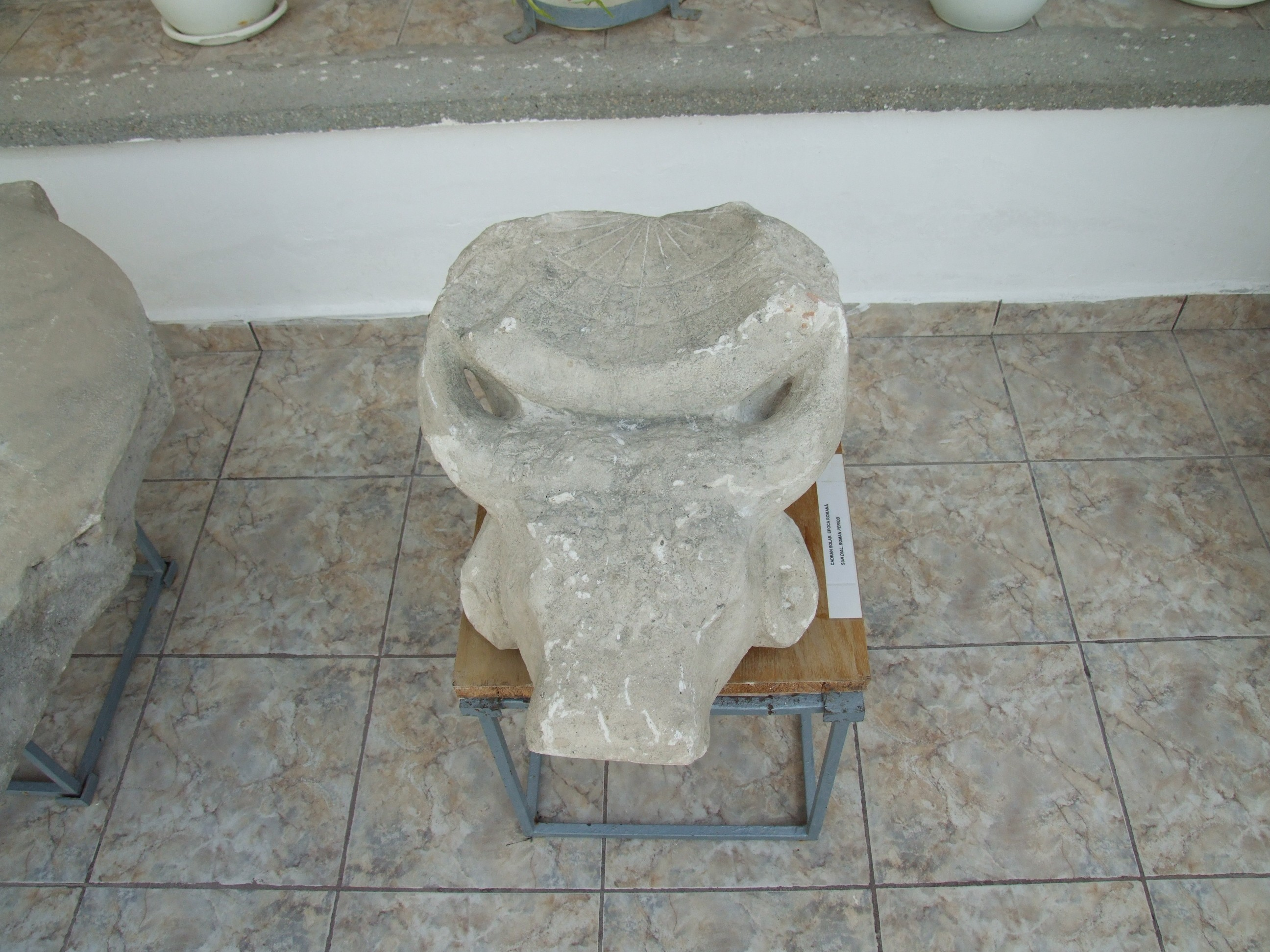
Una meridiana romana.

### Strati tardo romani IIA (dopo il 250 d.C.)
- Strato tardo romano IIB
- Strato tardo romano IIIA
- Strato tardo romano IIIB
- Strato tardo romano IVA
- Strato tardo romano IVB
- Strato tardo romano VA
- Strato tardo romano VB

## Galleria d'immagini

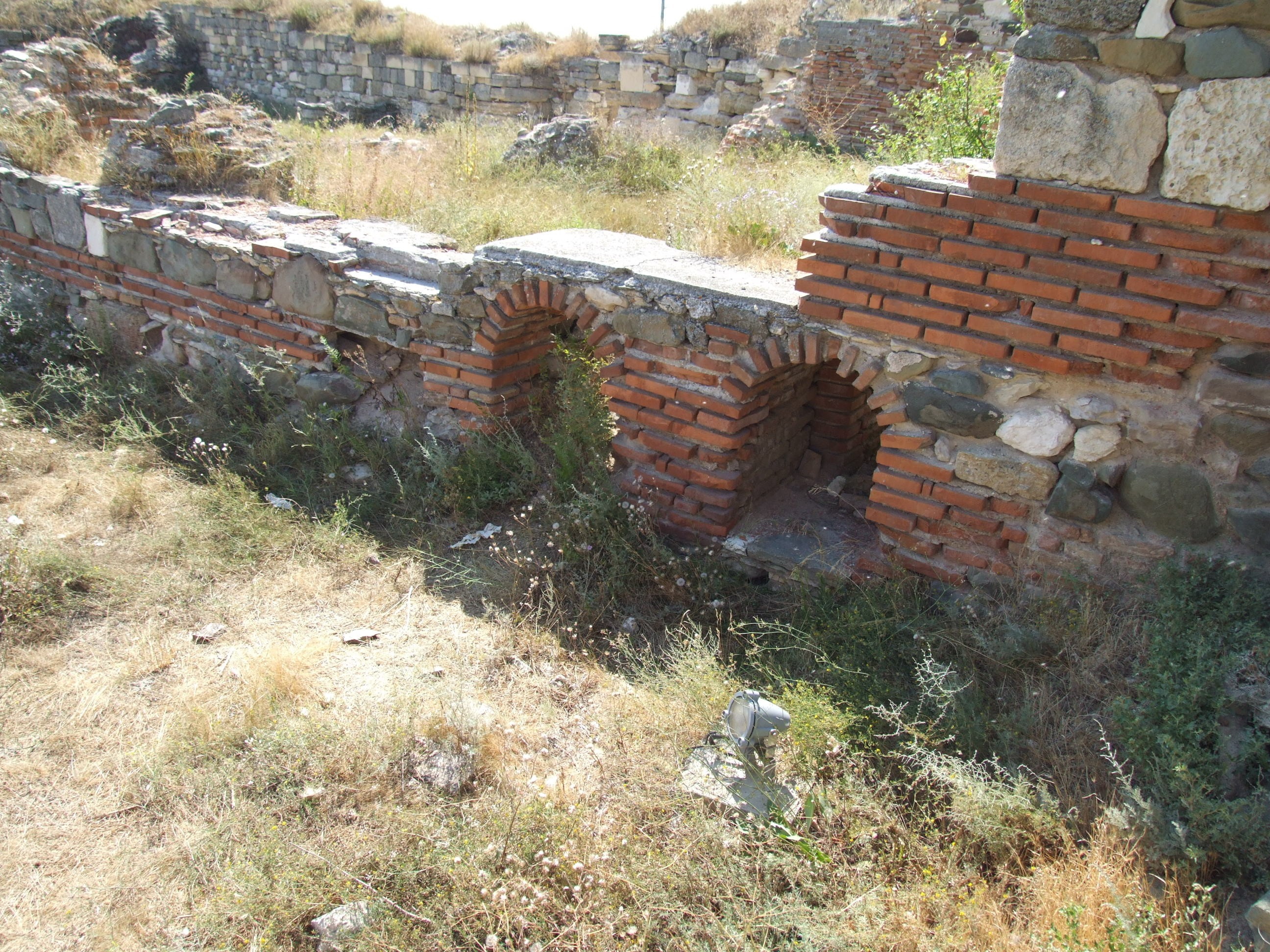
Terme I
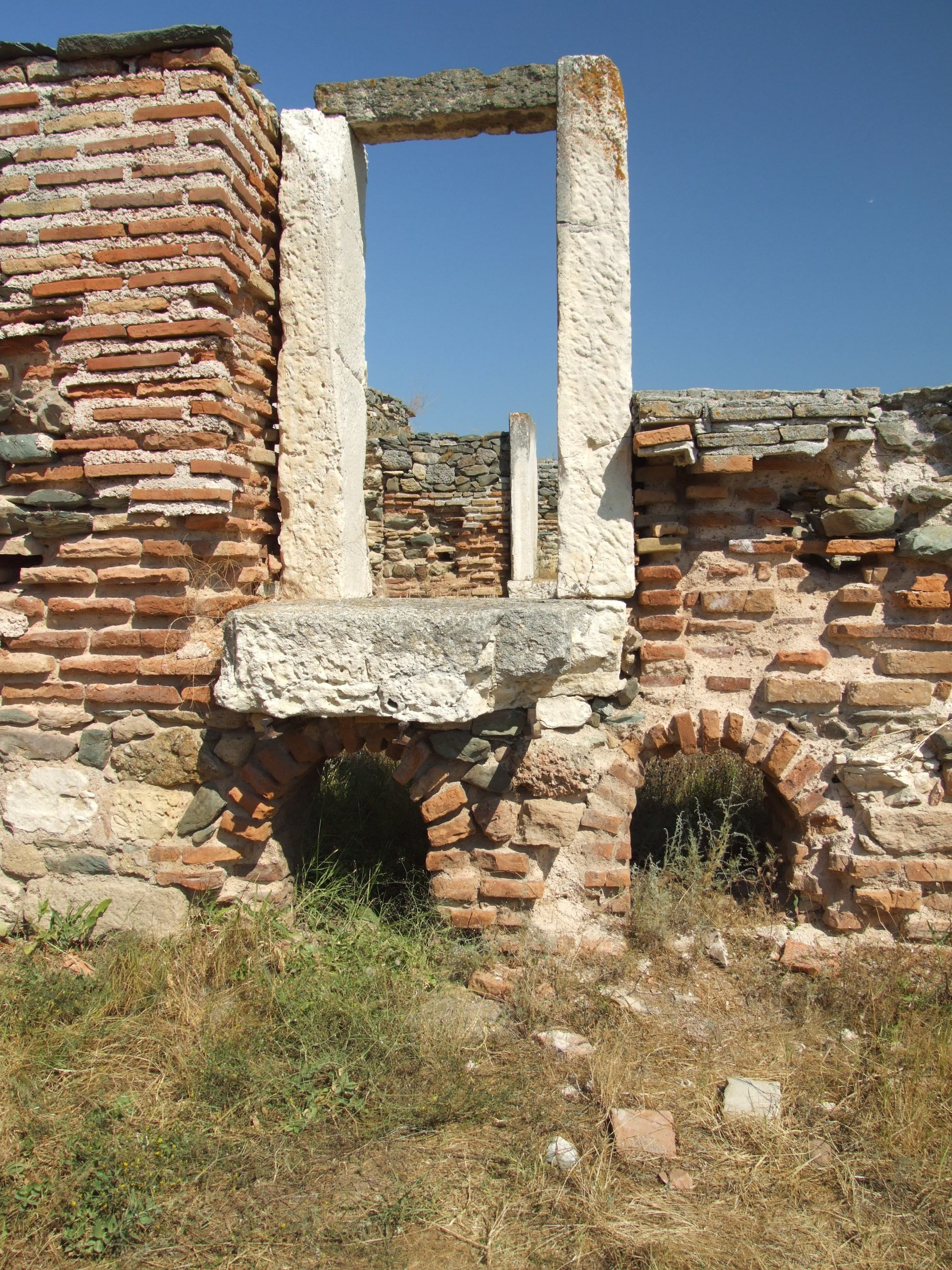
Terme I
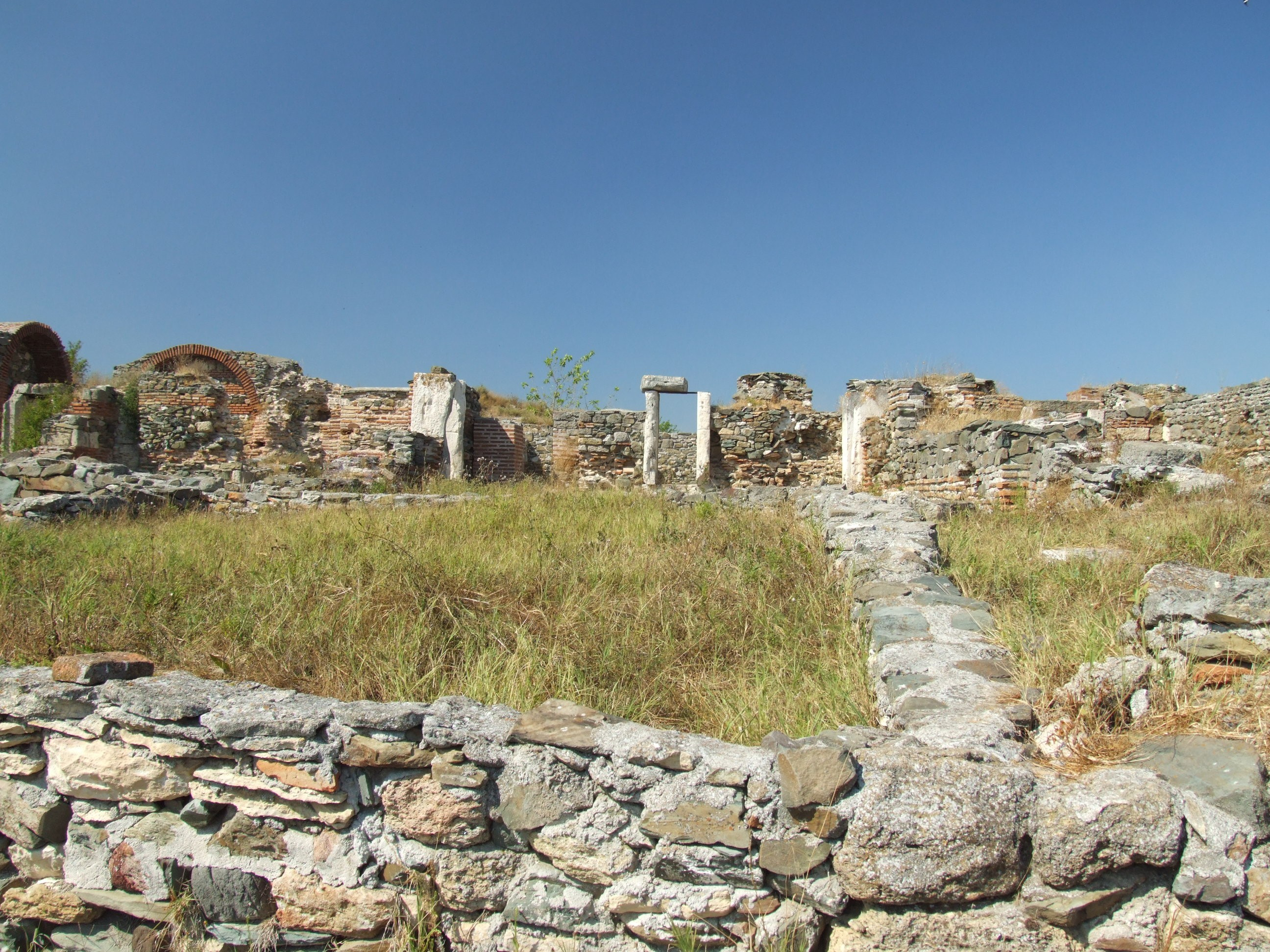
Terme I
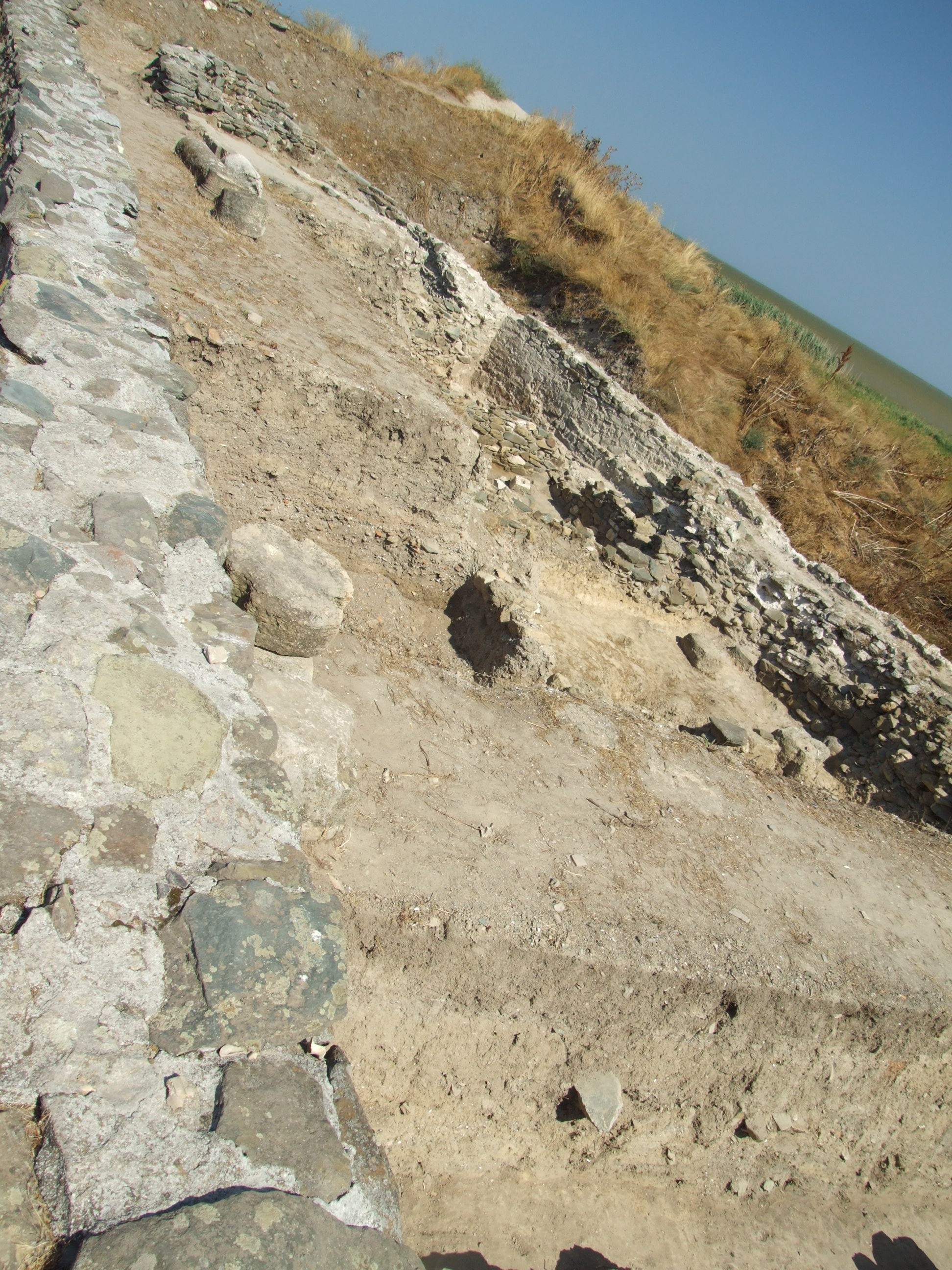
Basilica
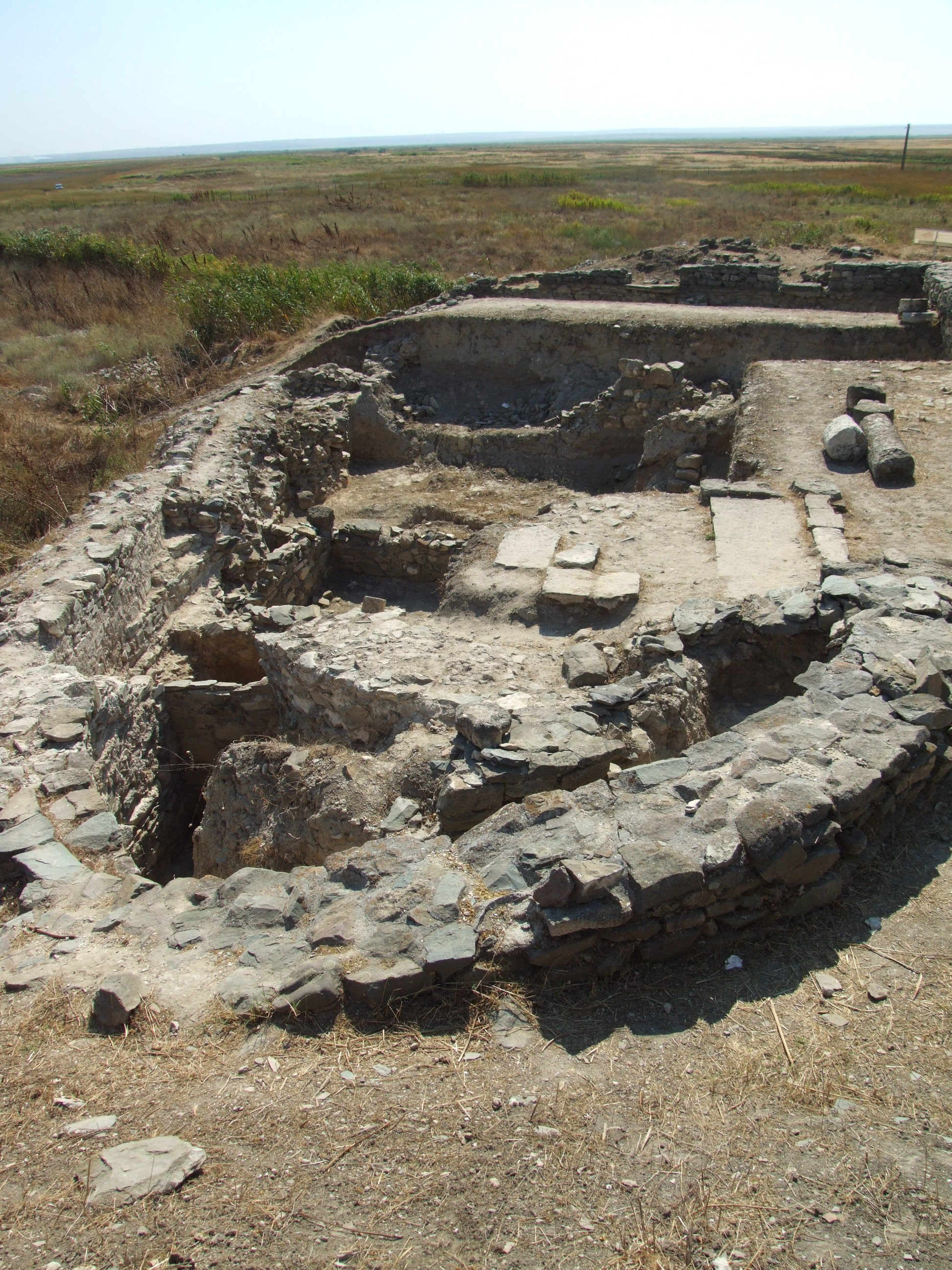
Basilica
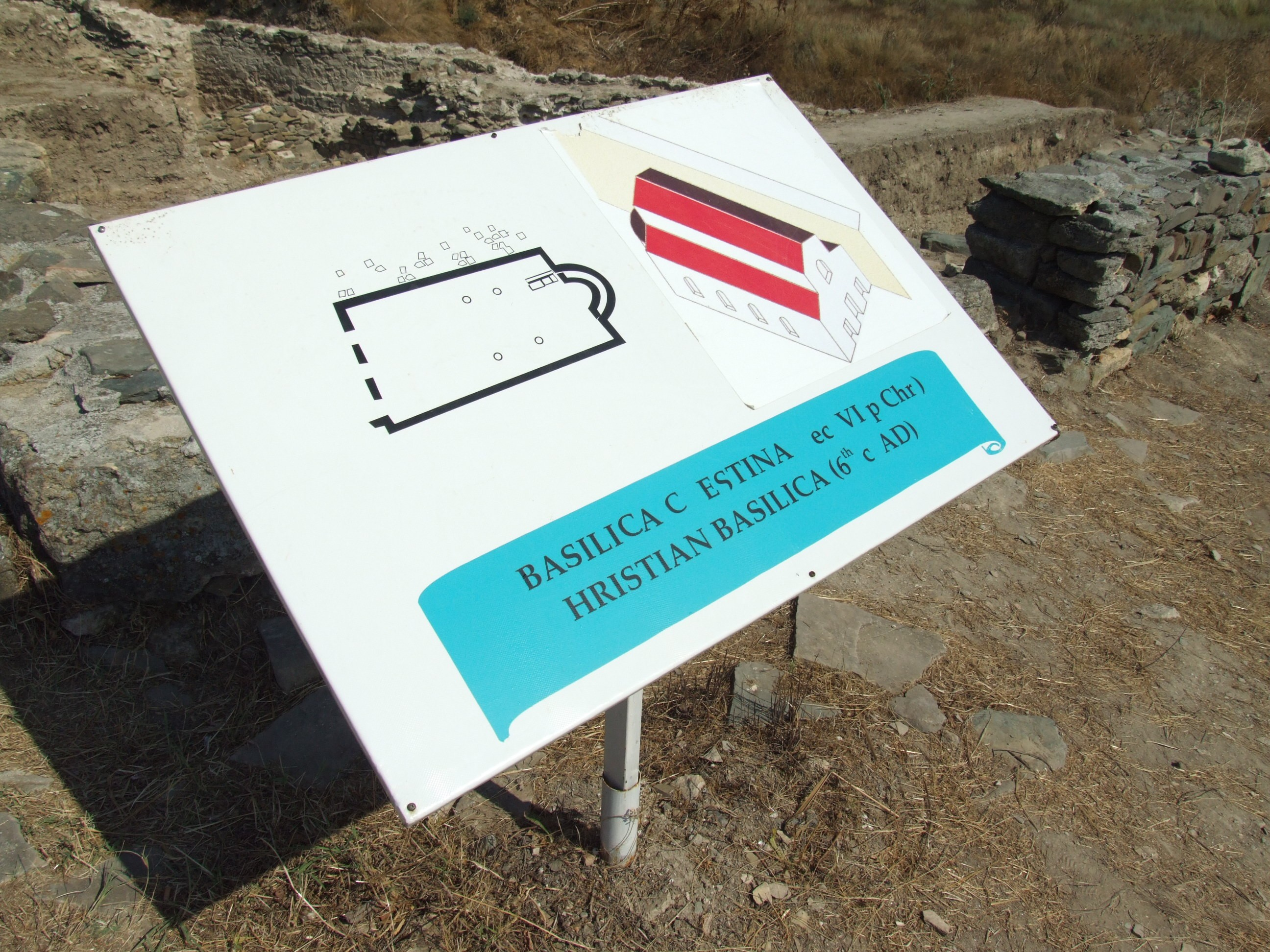
Pianta e assonometria della Basilica
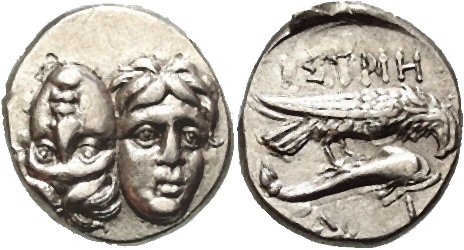
Monetazione di Histria